# Kemal Yıldırım
Kemal Yıldırım (Ordu, 15 maggio 1958) è un ex calciatore e allenatore di calcio turco.
Nella sua carriera ha disputato in totale 475 partite in Süper Lig, diventando il sesto giocatore più presente di sempre nella storia del massimo campionato turco.

## Palmarès

### Nazionali
- Coppa di Turchia: 1

Sakaryaspor: 1987-1988